# Вестард
Веста́рд (лат. Vesthardus; ? — після 1229 року) — земгальський князь (maior natu de Semigallia, Semigallorum princeps, konic). Правитель Терветського замку і всієї Семигалії. Згадується в «Хроніці Лівонії». Імена сучасною латиською — Вієстардс (латис. Viestards), Вієстур (латис. Viesturs).

## Походження імені
Ім'я Вієстартс балтського походження, перша частина якого перекладається як «гість» (латис. "viesis", лит. "viešis"), а друга — «говорити» (лит. "taryti").

## Біографія
1205 року уклав союз із Ризьким єпископством проти литовців. Спільно з німецьким військом єпископа Альберта фон Буксгевдена й Орденом мечоносців розбив 2-тисячне литовське військо Свелгата у битві при Роденпойсі.
У 1206 році Вестард допомагав німцям поневолити гауйських лівів. У 1208 році з хрестоносцями зробив невдалий військовий похід проти Литви.
1219 року Вестард намагався змусити земгалів Межотне, столиці східної Земгале Упмале, відмовитися від ним прийнятої католицької віри і знищив частину хрестоносців, які прямували на замок. Однак в 1220 році німці відвоювали Межотне, і східна Земгале вийшла з-під контролю Вестарда.
У 1225 році Вестард дозволив папському легату Вільгельму з Модени проповідувати в Земгале християнство, але сам хреститися відмовився.
Через прикордонні суперечки 1228 року під проводом Вестарда земгали і курші знищили добре укріплений Дюнамюндський монастир. У відповідь хрестоносці зробили невдалий похід на Семигалію.
1229 року Вестард відповів вторгненням на володіння мечоносців в правому березі Даугави. На зворотному шляху земгали були захоплені зненацька і в нічному бою втратили близько 500 вояків. Вестард в дуелі з Айзкраукльским комтуром Маквартом з булавою вибив лицареві зуби і вирвався з оточення. Це останній бій, в якому згадано ім'я Вестарда.

## Пам'ять
На честь Вієстура названий орден Вієстура, вулиця і кілька морських суден.